# Ester Naomi Perquin
Ester Naomi Perquin (Utrecht, 16 de enero de 1980) es una poetisa neerlandesa.
Nacida en Utrecht y creció en Zierikzee. Trabajó en el servicio penitenciario para pagar sus estudios en la escuela de escritura creativa de Ámsterdam. Fue editora de la revista literaria Diatriba y escribió una columna para el semanario De Groene Amsterdammer. También fue nombrada el «poeta de la ciudad de Róterdam» por dos años.
Su primera colección de poemasServetten Halfstok  se publicó en 2007. Seguida por Namens de ander en 2009 por la que recibió el Premio de Poesía Jo Peters y el Premio J.C. Bloem. Por sus dos primeras colecciones, también recibió el Lucy B. Y C.W. van der Hoogt Premio . Por su tercera colección publicada en 2012 Celinspecties obtuvo el Premio de Poesía VSB Premio de Poesía.